# Hans Peter Kuhn
Hans Peter Kuhn (* 1952 in Kiel) ist ein deutscher Komponist, Klang- und Lichtkünstler.
Von 1975 bis 1979 war er Tonmeister an der Schaubühne am Halleschen Ufer in Berlin. Seit 1979 macht er Theatermusik und Klangenvironments für Robert Wilson, Peter Zadek, Claus Peymann, Luc Bondy, Liz LeCompte (Wooster Group). Er ist für die Klangperformances und Klanginstallationen außerhalb des Theaters seit 1982 zuständig. Seit 1987 ist Licht oftmals integraler Bestandteil der Installationen, vermehrt dann auch nur Lichtinstallationen. Hans Peter Kuhn macht seit 1989 Ballettmusik für Dana Reitz, Steve Paxton, Laurie Booth, Suzushi Hanayagi, Sasha Waltz, Junko Wada und ist Gastprofessor am Masterstudiengang Sound Studies and Sonic Arts der Universität der Künste in Berlin ist er seit 2012. Er leitet dort den Teilbereich „Klangkunst“.
1993 wurde er gemeinsam mit Robert Wilson für die Installation „Memory Loss“ mit dem Goldenen Löwen der Biennale Venedig ausgezeichnet. Am 13. November 2024 wurde er mit dem mit 20.000 Euro dotierten Kunstpreis des Landes Schleswig-Holstein ausgezeichnet.

## Werke (Auswahl)

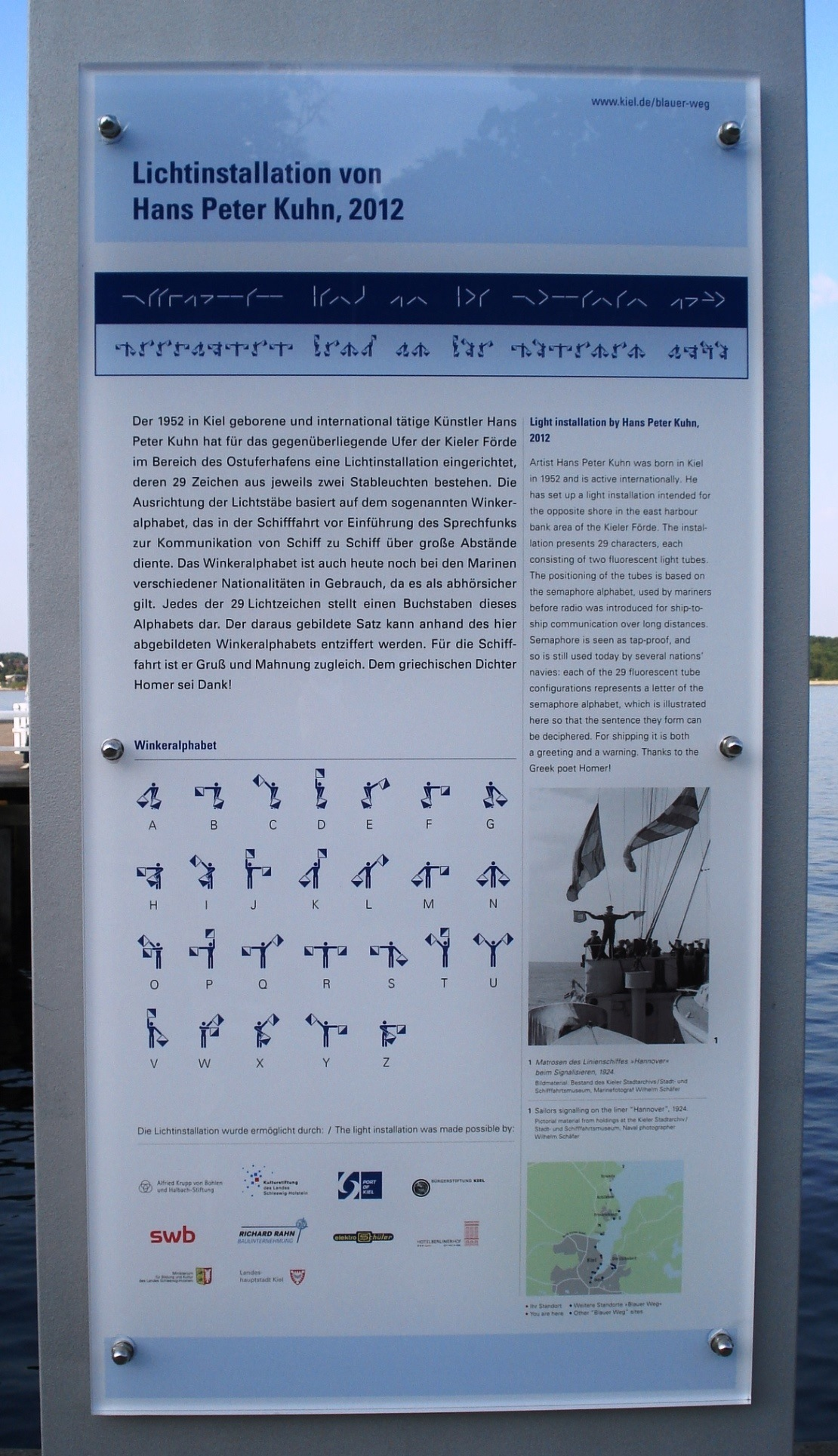
Informationstafel zur Lichtinstallation Winkeralphabet von Hans Peter Kuhn in Kiel

Theater – gemeinsam mit Robert Wilson
- „Death, Destruction & Detroit“ (1979 Schaubühne am Halleschen Ufer Berlin)
- „Die Goldenen Fenster“ Kammerspiele München (1982 Kammerspiele München)
- „the CIVIL warS“ (1982–1985 Rotterdam, Köln, Tokyo, Marseille, Rom, Cambridge MA.)
- „The Golden Windows“ (1985 Brooklyn Academy of Music, New York)
- „Death, Destruction & Detroit II“ (1987 Schaubühne Am Lehniner Platz Berlin)
- „Le Martyre de Saint Sebastian“ (1988 Opera de Paris, Metropolitan Opera New York)
- „Orlando“ (1989 Schaubühne am Lehniner Platz Berlin)
- „Dr.Faustus Lights the Lights“ (1992 Hebbeltheater Berlin)
- „Hamlet“ (1995 Alley Theatre Houston, TX)
- „Saints And Singing – An Operetta“ (1997 Hebbel Theater Berlin)

Theater – sonstige
- „robert walser mikrogramme das kleine welttheater“ (Regie: Christian Bertram, 2005 Probebühne Cuvrystraße, Berlin)

Installationen
Arbeiten in Galerien und Museen, u. a. im Museum of Fine Art Boston, Centre Pompidou Paris, Contemporary Arts Museum Houston, Houston, Texas; San Francisco Museum of Modern Art, Seattle Art Museum, PS1 Museum New York, Neue Nationalgalerie Berlin, Felix-Nussbaum-Museum Osnabrück, Gesellschaft für aktuelle Kunst Bremen, Hyogo Prefectural Museum of Modern Art Kobe (JP), Brandts Kunsthallen Odense (DK), Irish Museum of Modern Art, Biennale Venedig 1993
im öffentlichen Raum u. a.:
- „Five Floors“ (1992 Angel Square London, comm. Artangel London)
- „The Pier“ (1996 Pier 32, New York), „LICHT“ (1999 Weltkulturerbe Völklinger Hütte, Saarland – permanent)
- „Marzahn – bei Licht besehen…“ (1999 20. Jahrestag der Erbauung des Berliner Stadtteils Marzahn)
- „Klangremise“ (2001, Bundesgartenschau Potsdam), „Heiersturm“ (2003 Heiersturm Paderborn, permanent)
- „Lichterfeld F 60“ (2003 Lichterfeld, Brandenburg, permanent)
- „?“ (2006 Liverpool Biennial)
- Lichtinstallation / Winkeralphabet in Kiel (Ostufer der Kieler Förde, 2012, permanent)